# Disciadidae
Disciadidae is een familie van kreeftachtigen uit de klasse van de Malacostraca (hogere kreeftachtigen).

## Geslachten
- Discias Rathbun, 1902
- Kirnasia Burukovsky, 1988
- Lucaya Chace, 1939
- Tridiscias Kensley, 1983